# Nourriture contre carburant

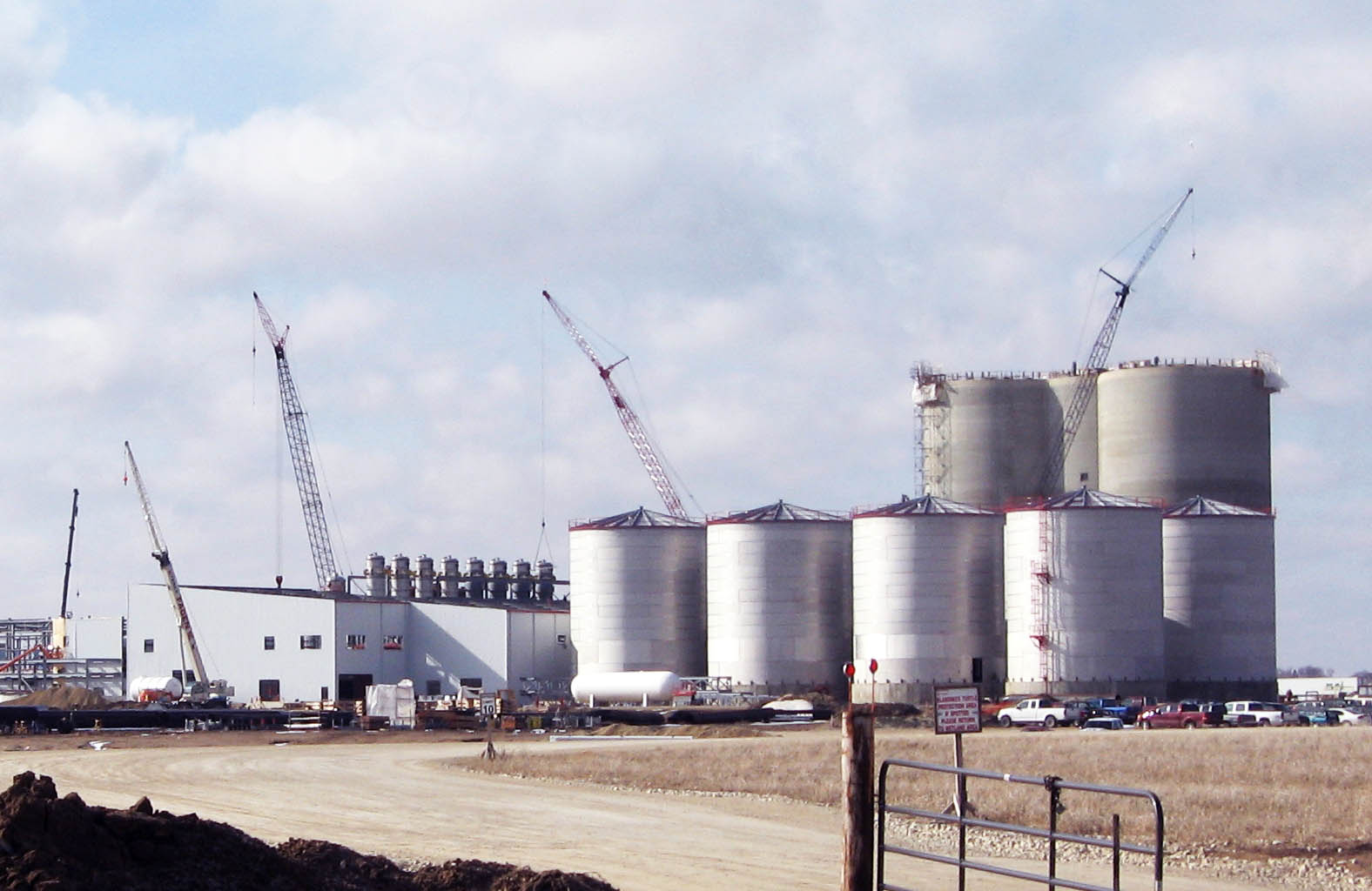
Unité de production d'éthanol en construction dans le comté de Butler en Iowa, aux États-Unis.

« Nourriture contre carburant » est un dilemme portant sur l'utilisation des terres agricoles ou de leur production à des fins de fabrication de biocarburants au détriment de la production alimentaire.
Ce dilemme est depuis longtemps la source de controverses très larges sur le prix des biocarburants et de la nourriture ; il n'existerait aucune solution potentielle qui fasse consensus,,,. Les débats portent sur la pertinence du dilemme, sur sa source et sur les solutions qui pourraient remédier à cette situation complexe. Ce sujet est difficile à cerner ou à corriger à cause du nombre élevé de conséquences et de l'estimation des prix, qui sont soumis à des rétroactions qui les influencent de façon négative ou positive. De plus, les forces relatives de ces influences varient à court et à long terme, et provoquent des effets retardés. Au niveau académique, les débats se font en s'appuyant sur des modèles économiques et différents approches statistiques, ce qui empêche de dégager un modèle général et rend donc les débats moins tranchés.

## Controverses de 2008 sur le prix de la nourriture
En 2008, un rapport de la Banque mondiale conclut, en s'appuyant sur l'évolution du prix de l'énergie, des fertilisants et des transports, ainsi que l'évolution de la faiblesse du dollar, que le prix global de la nourriture aurait augmenté de 35 à 40 % entre 2002 et 2008. Cette inflation serait en grande partie imputable à la production des biocarburants. 
En juillet 2010, la Banque mondiale publie un autre rapport dans lequel elle indique que ses calculs antérieurs auraient surestimé l'incidence de la production de biocarburants sur le prix des aliments. Le rapport affirme que ce sont plutôt les transactions sur les prix des matières premières qui seraient l'un des facteurs responsables d'un pic dans l'évolution du prix de la nourriture.